# Szóláti-patak
A Szóláti-patak Egerszóláttól északnyugati irányban, a Bükk-vidék nyugati részén ered mintegy 218 méteres tengerszint feletti magasságban.
A patak előbb átfolyik a 24-es főút alatt, majd keresztülfolyik Egerszólát településen, ahol több kis vízfolyás csatlakozik hozzá, majd folytatja útját délkeleti irányban, ahol átfolyik a Szóláti-víztározón.
A Szóláti-patak mintegy 90 méteres szintcsökkenés után éri el a Laskó-patakot Kerecsend település északnyugati részénél.

## Part menti települések
A patak partjai mentén több, mint 3200 fő él.
- Egerszólát
- Kerecsend